# گونار بیورک
گونار بیورک (انگلیسی: Gunnar Björk; ۲۱ ژانویهٔ ۱۸۹۱ – ۱۴ فوریهٔ ۱۹۸۰) دوچرخه‌سوار اهل سوئد بود.